# Eugenia Roccella
Eugenia Maria Roccella (ur. 15 listopada 1953 w Bolonii) – włoska polityk i dziennikarka, deputowana, od 2022 minister.

## Życiorys
Jej ojciec Francesco Roccella był politykiem, współzałożycielem Partii Radykalnej. Jej matka Wanda Raheli zajmowała się malarstwem, była związana ze środowiskiem feministek. Eugenia Roccella ukończyła studia z zakresu literatury współczesnej, uzyskała doktorat na Uniwersytecie Rzymskim „La Sapienza”. Przez pewien czas działała w środowisku radykałów i feministek, angażując się w kampanie na rzecz aborcji i przeciwdziałania przemocy wobec kobiet.
Zawodowo zajęła się dziennikarstwem, w 2000 została profesjonalną dziennikarką w ramach zrzeszenia dziennikarzy w Lacjum. Pisała m.in. w „Avvenire”, „Il Foglio” i „il Giornale”. Opublikowała kilka pozycji książkowych. Związała się też ze środowiskami katolickimi, w 2007 (obok Savina Pezzotty) była rzeczniczką organizowanego przez ruchy katolickie wydarzenia „Family Day”. W 2013 zainicjowała powołanie komitetu „Di mamma ce n’è una sola”, sprzeciwiającego się dopuszczalności surogacji.
Zaangażowała się w działalność polityczną w ramach partii Forza Italia, z którą następnie współtworzyła Lud Wolności. W latach 2008–2018 sprawowała mandat posłanki do Izby Deputowanych XVI i XVII kadencji. W czwartym rządzie Silvia Berlusconiego była podsekretarzem stanu w ministerstwie pracy, zdrowia i polityki społecznej (od maja 2008 do grudnia 2009), ministerstwie pracy i polityki społecznej (od grudnia 2009 do lutego 2010) oraz ministerstwie zdrowia (od lutego 2010 do listopada 2011). W trakcie XVII kadencji przeszła do Nowej Centroprawicy, a następnie dołączyła do ugrupowania Identità e Azione. Później związała się z formacją Bracia Włosi, z jej ramienia w 2022 powróciła do niższej izby włoskiego parlamentu.
W październiku tegoż roku objęła stanowisko ministra bez teki w rządzie Giorgii Meloni, powierzono jej odpowiedzialność za sprawy rodziny, wskaźnika urodzeń i równych szans.